# Produções de Lil' Jon
Canções produzidas pelo rapper e produtor Lil Jon:
(pode ser que não tenha todas as suas produções nessa lista)

## Singles
- 2002: "I Don't Give a Fuck" (feat. Mystikal & Krayzie Bone)
- 2002: "Get Low" (feat. Ying Yang Twins)
- 2003: "Damn!" (Youngbloodz feat. Lil Jon)
- 2003: "Salt Shaker" (Ying Yang Twins feat. Lil Jon)
- 2003: "Quick to Back Down" (Bravehearts feat. Nas and Lil Jon)
- 2004: "Yeah!" (Usher feat. Lil Jon & Ludacris)
- 2004: "Culo" (Pitbull feat. Lil Jon)
- 2004: "Toma" (Pitbull feat. Lil Jon)
- 2004: "Freek-A-Leek" (Petey Pablo)
- 2004: "Goodies" (Ciara feat. Petey Pablo)
- 2004: "Real Gangstaz" (Mobb Deep feat. Lil Jon)
- 2004: "Head Bussa" (Lil Scrappy feat. Lil Jon)
- 2004: "Neva Eva" (Trillville feat. Lil Jon & Lil Scrappy)
- 2004: "No Problem" (Lil Scrappy)
- 2004: "Some Cut" (Trillville feat. Cutty)
- 2004: "Shorty Wanna Ride" (Young Buck)
- 2004: "What U Gon' Do" (feat. Lil Scrappy)
- 2004: "Lovers and Friends" (feat. Usher & Ludacris)
- 2004: "Real Nigga Roll Call" (feat. Ice Cube)
- 2005: "Girlfight" (Brooke Valentine feat. Big Boi and Lil Jon)
- 2005: "Touch" (Amerie)
- 2005: "Okay" (Nivea featuring Lil Jon & Youngbloodz)
- 2006: "Presidential" (Youngbloodz)
- 2006: "Tell Me When to Go" (E-40 feat. Keak Da Sneak)
- 2006: "U and Dat" (E-40 feat. T-Pain & Kandi Girl)
- 2006: "Snap Yo Fingers" (feat. E-40 & Sean P)
- 2006: "Bojangles (remix)" (Pitbull feat. Lil Jon & Ying Yang Twins)
- 2006: "Go to Church" (Ice Cube feat. Lil Jon & Snoop Dogg)
- 2006: "Gangsta Gangsta" (Lil Scrappy feat. Lil Jon)
- 2007: "Oh Yeah (Work)" (Lil Scrappy feat. Sean P & E-40)
- 2007: "Cyclone" (Baby Bash feat. T-Pain)
- 2007: "That's Right" (Ciara feat. Lil Jon)
- 2007: "The Anthem" (Pitbull feat. Lil Jon)

## Remixes
- 2004: "The New Workout Plan (remix)" (Kanye West feat. Fonzworth Bentley and Lil Jon)
- 2005: "My Humps (crunk remix)" (Black Eyed Peas)
- 2007: "Throw Some D's (remix)" (Rich Boy feat. Andre 3000, Jim Jones, Nelly, Murphy Lee, & The Game)